# المعهد العالي للعلوم والتقنية سرت
المعهد العالي للعلوم والتقنية سرت (بالإنجليزية: Higher Institute of Science & Technology Sirte)‏، ويعرف اختصارا ب«اتش أي اس تي اس» (HISTs) هو مؤسسة تعليم عالي تقني غير ربحية بمدينة سرت الساحلية في ليبيا. تأسس المعهد عام 1997 كمؤسسة تابعة لوزارة التعليم العالي بالحكومة الليبية ويعرف سابقا باسم «المعهد العالي للمهن الشاملة» قبل ان يصدر قرار بتغيير اسمه الي الاسم الحالي. يعتبر هذا المعهد من المعاهد المتألقة في ليبيا. وقد عمل به العديد من الباحثين؛ مهمته الأساسية هي التعليم والبحث في التطبيقات العملية للعلوم والتقنية، وينقسم المعهد إلى ثلاثة اقسام علمية ويحتوي على العديد من التخصصات الهندسية والعلمية. لعب المعهد دورًا رئيسيًا في الهندسة الكهربائية وهندسة نظم الاتصالات والرادار وفي الهندسة المدنية بالإضافة الي علوم الحاسب الالي ويعتبر المؤسسة الابرز المغذية لقطاعات خليج سرت بالمهندسين التقنيين القادرين علي الدخول الي سوق العمل مباشرة. ويبلغ عدد الطلبة فيه 1500 طالبًا. وتشتهر هيئة التدريس في المعهد والمكونة مما يزيد عن 55 عضوًا رسميا ومتعاونا من جامعة سرت بالتفوق والامتياز في مجال الأبحاث التقنية المتقدمة وتطبيقاتها، حيث شارك العديد منهم في العديد من المؤتمرات والمشاريع العلمية علي المستوي الدولي والمحلي.

## نبذة عن المعهد.
المعهد العالي للعلوم والتقنية سرت (سابقا: المعهد العالي للمهن الشاملة سرت) هو مؤسسة تعليم عالي تقني تابع للحكومة الليبية تأسس في عام 1997 بمدينة سرت وسط شمال ليبيا وعلى ضفاف خليج سرت. يعتبر المعهد الأول من نوعه بالمنطقة الوسطي وقد ابتدأت الدراسة فيها في نفس العام بالتحاق ما يقارب 100 طالب وطالبة وازداد عدد الطلبة حتى وصل الآن إلى أكثر من 1500 طالب وطالبة. يضم المعهد أكثر من 2000 خريج في شتي التخصصات الهندسية والعلمية.
يضم المعهد ثلاثة اقسام هندسية وعلمية وفق التخصصات التالية:
- قسم الهندسة المدنية
- قسم الهندسة الكهربائية والإلكترونية
- قسم الحاسوب
وكذلك يضم كل قسم عددا من التخصصات الدقيقة مثل أنظمة الاتصالات والتحكم والبرمجة وغيرها من التخصصات الأخرى وفق كل قسم.
يضم المعهد أيضا نخبة من أعضاء الهيئة التدريسية المتميزين الذين يبلغ عددهم (25) قارا وأكثر من 30 متعاونا من حملة الدكتوراه والماجستير بالإضافة إلى عدد كبير من المهندسين والفنيين والعاملين في المختبرات والمشاغل الهندسية من أجل تدريب الطلبة وتأهيلهم لممارسة مهنة الهندسة باحتراف وتميز.
وفق الخطة المعلن عنها يعمل المعهد علي استحداث اقسام اخري تتعلق بالطاقات المتجددة وهندسة النفط والغاز ستكون قيد الخدمة في مطلع 2020 ما سيوفر المزيد من المقاعد الدراسية في مختلف التخصصات الهندسية والعلمية ويهدف البرنامج إلى تأهيل كوادر قادرة على الدخول الي سوق العمل مباشرة عبر التركيز على الجانب التقني العملي بشكل متوازي مع الجانب النظري لتغذية مؤسسات منطقة خليج سرت مثل شركة الكهرباء وشركات الاتصالات والموانئ والحقول النفطية في حوض سرت النفطي.

## رسالة ورؤية واهداف المعهد.

### رسالة المعهد
تخريج كوادر بمهارات ومعارف عالية في مجالات التخصصات الهندسية العلمية المختلفة مؤهلين للمنافسة بجدارة في سوق العمل، وكذلك المساهمة الفاعلة في برامج التنمية المستدامة في مجالات التقنية المختلفة، وتتضمن رسالة المعهد العالي العديد من البرامج والخطط الهادفة الي الاتي:
·        توفير تخصصات هندسية ذات مستوى عال تلبي حاجة السوق الوطني والإقليمي على حد سواء.
·        تقديم برامج أكاديمية عالية الجودة بالإضافة الي النشاطات التدريبية والبحثية للطلاب المنخرطين ببرامج التعليم التقني العالي.
·        تخريج كوادر ذوي مهارات عالية تمكنهم من المنافسة في سوق العمل محليا وعالميا، ورعاية المتفوقين والموهوبين منهم عبر استثمار طاقاتهم ومهاراتهم.
·        جذب وتطوير أعضاء هيئة التدريس من ذوي الكفاءات العالية في مجال التعليم التقني العالي.
·        المساهمة في التنمية والتنمية المستدامة بالمجتمع عبر دعمه بأفكار المشاريع والبحوث المتميزة بمختلف التخصصات العلمية.

### رؤية المعهد
التميز في التعليم التقني العالي، وتوطين التقنيات الهندسية والعلمية الحديثة للنهوض بليبيا من خلال تخريج كوادر تقنية مؤهلة قادرة على مواكبة التطور العلمي في شتي المجالات العلمية.
-  رفع مستوى التعليم العالي في ليبيا وموائمة مخرجات التعليم مع حاجة الأسواق المحلية والتصديرية من خلال التطوير المستمر للخطط الدراسية والبرامج التعليمية وتوفير الأجهزة والمعدات الحديثة.
-  تطوير البحث العلمي من خلال دعم المشاريع البحثية وعقد المؤتمرات والمشاركة بأبحاث متميزة في المؤتمرات الدولية.
- دعم وتطوير الكادر الأكاديمي في المعهد من خلال جذب أعضاء هيئة تدريس متميزين وابتعاث المهندسين من حملة البكالوريوس والماجستير إلى الدول الغربية للحصول على درجة الماجستير أو الدكتوراة في التخصصات المختلفة.
- تحفيز النشاط الفعال والمنتج مع المجتمع المحلي وإقامة علاقات فاعلة مع مؤسساته.

### اهداف المعهد
تهدف جميع الأقسام العلمية وما تتضمنه من تخصصات دقيقة الي تحقيق العديد من الأهداف على النحو الاتي:
1.     تخريج كوادر هندسية مؤهلة قادرة على العمل في الشركات والمؤسسات المختلفة داخل الوطن وخارجه.
2.     النهوض بالتعليم والبحث العلمي لمواكبة التطور في حقول المعرفة والتكنولوجيا من خلال عقد الدورات التدريبية والندوات والمؤتمرات.
3.       تطوير التعاون مع المجتمع المحلي والدولي من أجل خدمته وتنميته.
4.     تطوير مهارات الخريجين لتتوافق ومتطلبات التقنية الحديثة ومعايير الجودة المحلية والعالمية
5.     الاهتمام بالإبداع وتنمية روح الاختراع لطلبة المعهد العالي للعلوم والتقنية سرت لخلق القدرة على التطوير والمنافسة.
6.     رفع مستوي أعضاء هيئة التدريس والكارد الوظيفي بالمؤسسة عبر تبني خطط إستراتيجية للتطوير المستمر.
7.     تخريج مهندسين يتمتعون بكفاءة مهنية متميزة عبر تطبيق اخلاقيات المهنة، ومعايير السلامة والحفاظ على البيئة.